# Ли Фучунь
Ли Фучу́нь (кит. упр. 李富春, пиньинь Lǐ Fùchūn; 22 мая 1900 — 9 января 1975) — партийный и государственный деятель КНР, заместитель премьера Госсовета КНР, председатель Госплана КНР (1954—1970).

## Биография

### Становление личности революционера
Родился в уезде Шаньхуа провинции Хунань, где провел все своё детство и юность. В 1919 году после окончания школы уехал учиться во Францию. Во время учёбы активно участвовал в молодёжном революционном движении Китая во Франции. В 1921 году вступил в Социалистический союз молодёжи Китая. В 1922 году становится членом КПК. В 1925 году приехал на учёбу в СССР, но в этом же году возвращается на родину.

### Революционная борьба
В 1926 году участвовал в Северном походе Гоминьдана, во время которого он был назначен политкомиссаром 2-й армии и секретарем отделения КПК провинции Цзянси. После этого на стороне КПК участвовал в Гражданской войне в Китае, Великом походе, Антияпонском сопротивлении и внес значительный вклад в установление власти КПК на всей территории страны. Во время Второй китайско-японской войны занимал ряд должностей, включая заместителя начальника центрального организационного отдела КПК, начальника центрального экономического и финансового департамента КПК и директора Главного управления.
Во время Освободительной войны 1945-1949 гг. играл важную роль в управлении Северным Китаем, одновременно являясь секретарем Манчжурского подкомитета КПК, постоянным членом комитета и заместителем секретаря Северо-Восточного бюро КПК, заместителем председателя Северо-Восточного народного правительства и заместителем политического комиссара Северо-Восточного военного округа.

### Карьера в КНР
После провозглашения Китайской Народной Республики занимал посты заместителя председателя Комитета по экономике и финансам Центрального народного правительства КНР, заместителя министра тяжёлой промышленности КНР, заместителя председателя Госплана КНР.
В 1950—1952 годах — министр тяжёлой промышленности КНР.
В 1952—1954 годах — заместитель председателя Госплана КНР.
В 1954—1970 годах — заместитель премьера Госсовета КНР и председатель Госплана КНР. 
В 1958 году был введён в секретариат ЦК КПК и в состав Постоянного комитета Политбюро ЦК КПК, был переизбран на 8-м съезде ЦК КПК. 
В ходе «Культурной революции» в 1967 году выступил её противником, за что подвергся критике и преследованиям как ревизионист и участник так называемого «февральского противотока». Несмотря на это на 9-м съезде КПК в 1969 году был избран в состав ЦК, а после гибели Линь Бяо в 1971 году и после того как Мао объявил «февральский противоток» перевёрнутой страницей истории — полностью реабилитирован.

## Оценка деятельности
Ли Фучунь оценивается официально китайской историографией как один из величайших членов КПК, который внес значительный вклад в становление и развитие экономики КНР после её провозглашения. Положительную оценку получила его деятельность и на посту председателя Госплана КНР. Считается одним из основоположников китайского социализма.